# The Hurt Business

Das Logo des Stables

The Hurt Business war ein Wrestlingstable, bestehend aus den Wrestlern Bobby Lashley, Cedric Alexander, Shelton Benjamin und MVP der Wrestlingliga World Wrestling Entertainment. Zuletzt traten The Hurt Business bei der Wrestlingshow Raw auf. Ihr größter Erfolg war der Erhalt der Raw Tag Team Championship.

## Geschichte
Am 11. Mai 2020 gründeten Bobby Lashley und MVP das Stable. Nach der Gründung versuchten sie als erstes die WWE Championship von Drew McIntyre zu gewinnen, jedoch scheiterten sie hieran. Am 22. Juni 2020 stellte MVP das neue Design des WWE United States Championship vor und ernannte sich selbst zum Champion. Die Regentschaft wurde jedoch nicht anerkannt. Er versuchte mehrmals den Titel von Apollo Crews zu gewinnen, musste sich jedoch am Ende geschlagen geben.
Am 20. Juli 2020 wurde Shelton Benjamin in die Gruppe aufgenommen, nachdem man ihm half den WWE 24/7 Championship zu gewinnen. Ab da wurde die Gruppierung, zum ersten Mal offiziell The Hurt Business genannt. Am 30. August 2020 gewann Lashley die WWE United States Championship, nachdem er Apollo Crews besiegen konnte.
Am 7. September 2020 trat Cedric Alexander der Gruppierung bei, nachdem er seine Tag Team Partner Apollo Crews und Ricochet attackierte und somit The Hurt Business den Sieg erringen konnte. Kurz hierauf begann eine kurze Fehde gegen das Stable Retribution. Am 20. Dezember 2020 gewannen Shelton Benjamin und Cedric Alexander, die Raw Tag Team Championship, hierfür besiegten sie The New Day Kofi Kingston und sie Xavier Woods. Die Regentschaft von Lashley als WWE United States Champion hielt 175 Tage und verlor den Titel, schlussendlich am 21. Februar 2021 an Riddle.
Am 1. März 2021 gewann Lashley die WWE Championship, hierfür besiegte er The Miz. Die Regentschaft von Alexander und Benjamin als Raw Tag Team Champions hielt 85 Tage und verloren die Titel am 15. März 2021 wieder an The New Day. Am 29. März 2021 wurden Alexander und Benjamin aus der Gruppierung geworfen. Die Regentschaft von Lashley als WWE Champion hielt 196 Tage und verlor den Titel, schlussendlich am 13. September 2021 an Big E. Bei der Raw-Ausgabe vom 27. September 2021 vereinten sich Alexander und Benjamin wieder mit dem Stable, indem sie in einem Match gegen Big E eingriffen. Am 10. Januar 2022 wurde bekannt gegeben, dass sich das Stable komplett auflösen wird.

## Titel und Auszeichnungen
- World Wrestling Entertainment
  - 1× Raw Tag Team Championship (Cedric Alexander und Shelton Benjamin)
  - 1× WWE Slammy Award Trash Talker of the Year (2020)
  - 1× WWE Championship (Bobby Lashley)
  - 1× WWE United States Championship (Bobby Lashley)
  - 3× WWE 24/7 Championship (Shelton Benjamin)